# Croton lachnocladus
Espèce
Croton lachnocladus est une espèce de plantes à fleurs du genre Croton et de la famille Euphorbiaceae présente au Brésil (Bahia).
Il a pour synonyme :
- Oxydectes lachnoclada (Mart. ex Müll.Arg.) Kuntze